# Džimi Karaders
Daglas „Džimi“ Karaders (engl. Douglas "Jimmy" Caruthers; Anahajm, 18. januar 1945 — , 26. oktobar 1975) je bio američki vozač automobilskih trka.
Rođen u Anahajmu u Kaliforniji, Karaders je umro od raka 1975. godine u Orandžu u Kaliforniji. Vozio je u u seriji Championship Car Automobilskog kluba Sjedinjenih Država (engl. United States Automobile Club, USAC), utrkivajući se u sezonama od 1970. do 1975. sa 43 početka u utrci, uključujući i Indijanapolis 500 od 1972. do 1975. godine. Među prvih deset je završio 21 put, a najbolji plasman mu je bila druga pozicija u Ontariju i Poconu 1974. godine.
Karaders je takođe bio šampion USAC National Midget serije 1970. i USAC Silver Crown serije 1975. godine.
USAC od 1978. godine godišnje dodjeljuje nagradu „Džimi Karaders“ u njegovu čast. U početku ova nagrada je dodjeljivana pod nazivom Početnik godine, ali je poslije posvećena njegovom duhu i predanosti, koja se najbolje pokazala kada je pobjedio na Silver Crown šampionatu iste godine kada je umro od raka.

### Rezultati Indi 500
| Godina | Karoserija | Motor | Početak           | Cilj |
| ------ | ---------- | ----- | ----------------- | ---- |
| 1971   | Scorpion   | Ford  | Bez kvalifikacija |      |
| 1972   | Scorpion   | Foyt  | 31.               | 9.   |
| 1973   | Eagle      | Offy  | 9.                | 21.  |
| 1974   | Eagle      | Offy  | 12.               | 23.  |
| 1975   | Eagle      | Offy  | 10.               | 14.  |